# New South Wales Open 1988
New South Wales Open 1988 — тенісний турнір, що проходив на кортах з трав'яним покриттям NSW Tennis Centre у Сіднеї (Австралія). Належав до Nabisco Grand Prix 1988 та турнірів 4-ї категорії Туру WTA 1988. Тривав з 4 січня до 11 січня 1988 року.

## Фінальна частина

### Одиночний розряд, чоловіки
Джон Фіцджеральд —  Андрій Чесноков 6–3, 6–4
- Для Фітцджералда це був 1-й титул за рік і 18-й - за кар'єру.

### Одиночний розряд, жінки
Пем Шрайвер —  Гелена Сукова 6–2, 6–3
- Для Шрайвер це був 3-й титул за сезон і 106-й — за кар'єру.

### Парний розряд, чоловіки
Даррен Кейгілл /  Марк Кратцманн —  Джой Райв /  Бад Шултс 7–6, 6–4
- Для Кейгілла це був 2-й титул за сезон і 4-й - за кар'єру. Для Кратцманна це був 2-й титул за сезон і 5-й - за кар'єру.

### Парний розряд, жінки
Енн Гендрікссон /  Крістіан Жоліссен —  Клаудія Коде-Кільш /  Гелена Сукова 7–6, 4–6, 6–3
- Для Гендрікссон це був 1-й титул за рік і 1-й — за кар'єру. Для Жоліссен це був 1-й титул за рік і 4-й — за кар'єру.